# Sehnsucht Tour
Sehnsucht Tour fue la segunda gira de conciertos de la banda de metal industrial alemana Rammstein. Lleva el nombre del segundo álbum de la banda, Sehnsucht, que salió a la venta el 22 de agosto de 1997. La gira tuvo 167 conciertos, el primero el 9 de abril de 1997 en Ámsterdam y el último el 10 de febrero de 2001 en Tokio. La gira fue grabada para el DVD Live Aus Berlin.

## Setlist
1. Spiel mit mir
2. Tier
3. Bestrafe Mich
4. Weiβes Fleisch
5. Sehnsucht
6. Asche zu Asche
7. Klavier/Seemann
8. Heirate Mich/Stripped
9. Du Riechst So Gut
10. Du Hast
11. Bück dich
12. Engel

Encore
1. Rammstein
2. Laichzeit
3. Woll Ihr Das Bett In Flammen Sehen?

Nota: "Alter Mann", "Stripped", "Eifersucht" y "Das Modell" se tocaron antes y durante la gira. Hay algunas canciones que se publicaron en YouTube como un concierto completo en el Bizarre Festival de 1997.